# Sächsische Handelsbank (Dresden)

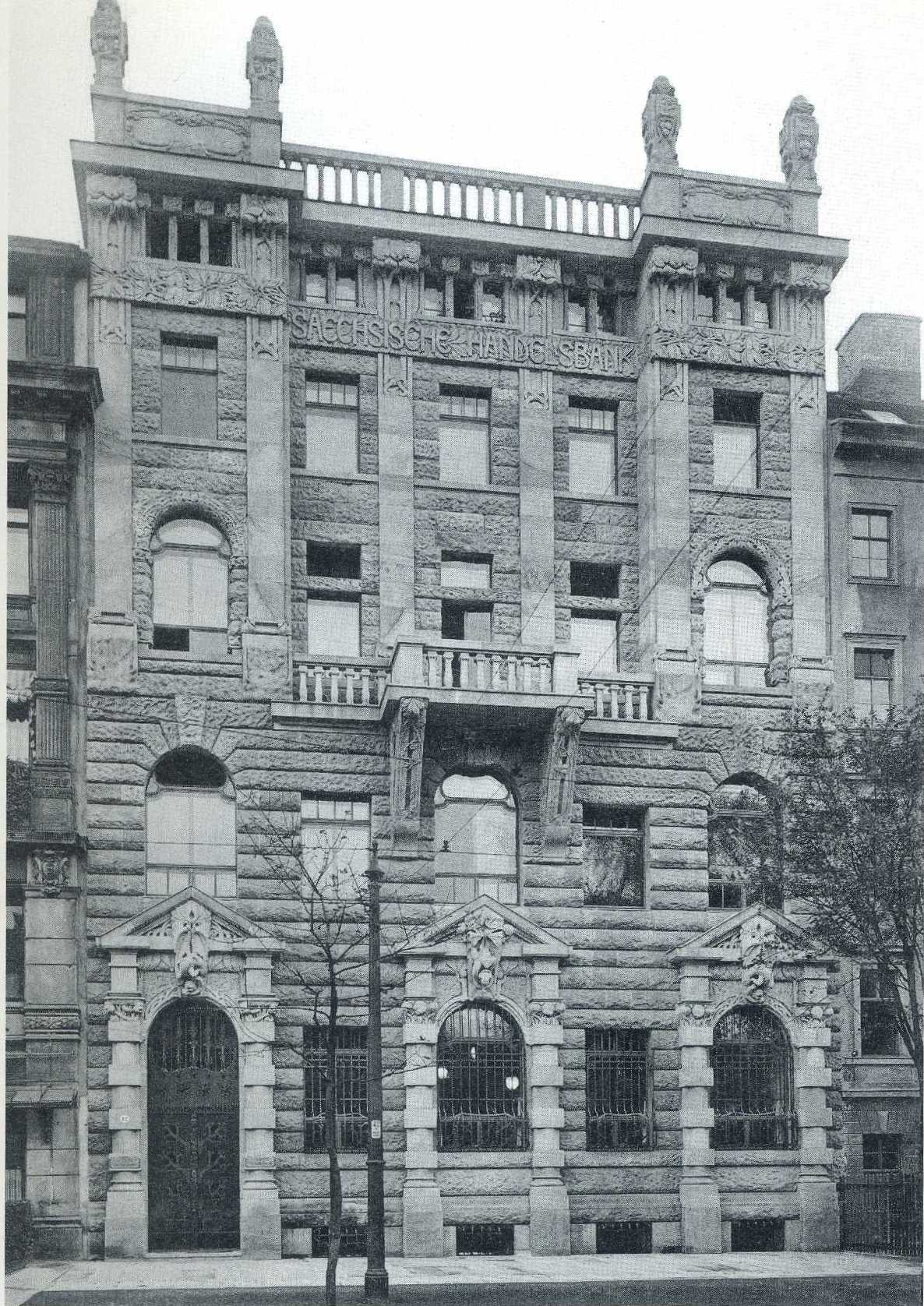
Sächsische Handelsbank,
Fassade Johannesallee 12

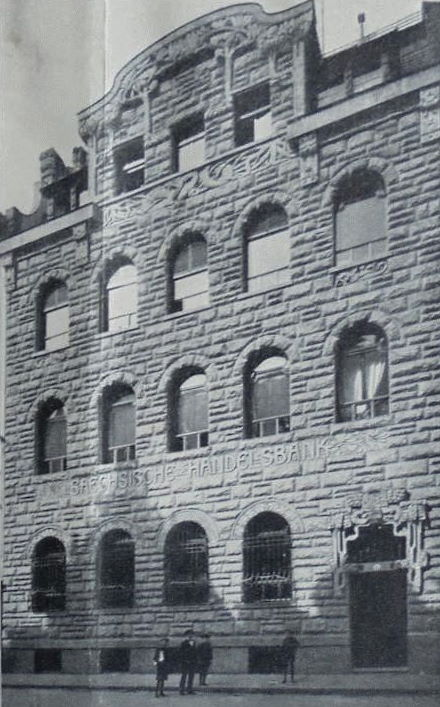
Sächsische Handelsbank,
Fassade Waisenhausstraße 13

Das Gebäude der Dresdner Filiale der Sächsischen Handelsbank in der Inneren Altstadt wurde 1901 von den Architekten Schilling & Graebner erbaut. Bei den Luftangriffen im Zweiten Weltkrieg wurde das Haus zerstört.

## Beschreibung
Die Ende des 19. Jahrhunderts gegründete Sächsische Handelsbank hatte ein Baugelände an der Johannesallee (spätere Adresse: Johannesring 12) erworben. Die repräsentativen Gebäude konnten entlang dieser Ringstraße entstehen, nachdem die Entfestigung der Altstadt große Räume im Bereich zwischen Seevorstadt und Innerer Altstadt freigegeben hatte. Das von der Bank erworbene Baugrundstück war allerdings nur etwa 16,5 m mal 24 m groß.
Die Dresdener Architekten Schilling & Graebner waren aus einem von der Bank ausgeschriebenen Gestaltungswettbewerb als Sieger hervorgegangen und leiteten den anschließenden Bau des vierstöckigen Gebäudes. Die Herausforderung des Wettbewerbes war, zwei repräsentative Fassaden gestalten zu müssen, zum einen zum breiten Johannesring und zum anderen zur engeren Waisenhausstraße, zumal diese dem Neubau des Central-Theaters gegenüber lag. Zum anderen nötigte der Platz ungewöhnliche Lösungen ab, um alle Kundenkontakte bedienen zu können, Schilling & Graebner errichteten zwei untereinander liegende Kellergeschosse.
Die beiden Fassaden des Bankgebäudes (eine zum Johannesring 10–12 und die andere zur Waisenhausstraße 13) gehörten neben denen des Kaufhauses Herzfeld zu den Gewerbebauten in Dresden, die einerseits im Neorenaissancestil italienischer Prägung errichtet wurden. Schilling und Graebner setzten aber mit diesem Entwurf den benachbarten dominanten Wohnhäusern des Goldschmieds und Mäzens Heinrich Mau bewusst eine auffällige Gestaltung entgegen. Der sparsam eingesetzte Bauschmuck wurde an beiden im zu Beginn des 20. Jahrhunderts sich ausbreitenden Jugendstil, speziell in Form eines Pflanzennaturaliusmus ausgeführt. Die Fenstergitter fertigte die Firma Böhme & Hennen, die schmiedeeisernen Türen wurden von Trautmann & Großmann gestaltet.
Der Bildhauer Ernst Hottenroth fertigte die Modelle für die ornamentalen Fassadenteile. Dabei wurden die Sandsteinquader asymmetrisch verlegt und bearbeitet, sie dominierten die Fassade in der Waisenhausstraße, sie waren an der Johannesallee nur für die unteren Geschosse verwendet worden. Die Ornamentik wurde bei der Rustika zur Johannesallee zu auf eine Art und Weise eingesetzt, die sich von überlieferten Konventionen seinerzeit löste. Neu war, wie sich der ornamentale Schmuck in seiner „frischen Ursprünglichkeit“ dem „rauhen Quaderwerk“ widersetzte oder anpasste. „Was aber neu ist und diese Überlieferung durchbricht, … das ist eine … mit bestimmter Absicht verwendete Ornamentik … wie sie dem Steingefüge entgegengesetzt und in die architektonische Gliederung eingefügt ist, darin liegt das Neue.“ Die Ornamentik hatte vegetablische und animalische Figuren zum Gegenstand, zum Teil erinnert sie an Kletterpflanzen. Sie wurde vor allem über den Fensterbögen eingesetzt und rund um die Eingänge.